# Astrocottus
Astrocottus és un gènere de peixos pertanyent a la família dels còtids.

## Taxonomia
- Astrocottus leprops (Bolin, 1936)[2]
- Astrocottus matsubarae (Katayama, 1942)[3]
- Astrocottus oyamai (Watanabe, 1958)[4]
- Astrocottus regulus (Tsuruoka, Maruyama & Yabe, 2008)[5][6][7][8][9][10]